# شکافتار
شکافتار (به لاتین: Shekaftar) یک منطقهٔ مسکونی در قرقیزستان است که در شهرستان چتکل واقع شده‌است. شکافتار ۱٬۰۸۲ متر بالاتر از سطح دریا واقع شده‌است.